# Bid McPhee
John Alexander McPhee (ur. 1 listopada 1859, zm. 3 stycznia 1943) – amerykański baseballista, który występował na pozycji drugobazowego, członek Baseball Hall of Fame
W Major League Baseball zadebiutował 2 maja 1882 w barwach Cincinnati Red Stockins z American Association. W 1890 po wstąpieniu do National League klub zmienił nazwę na Cincinnati Reds. Karierę zawodniczą zakończył w 1899. Jest rekordzistą spośród drugobazowych pod względem liczby putoutów (6545). Jest ostatnim, występującym na tej pozycji nie używając rękawicy. W latach 1901–1902 był menadżerem Cincinnati Reds, osiągając bilans 79–124.
| Nagroda/wyróżnienie   | Lata    | Źródło |
| Baseball Hall of Fame | od 2000 | [ 1 ]  |